# College Humor
Pour plus de détails, voir Fiche technique et Distribution.
College Humor est une comédie musicale américaine de 1933 qualifiée de Pre-Code Hays, dirigée par Wesley Ruggles, avec la participation de Bing Crosby, Jack Oakie, Richard Arlen, Mary Kornman et Mary Carlisle. Scénarisée d'après une histoire écrite par Dean Fales, le film raconte la rivalité amoureuse, pour les yeux d'une belle étudiante, d'un professeur de collège et du joueur de football star de l'école. Diffusé par Paramount Pictures, les rôles principaux sont joués par George Burns et Gracie Allen.

## Synopsis
Barney Shirrell (Oakie) est en premier semestre à la Midwestern University (en). Il cherche à monter les échelons de sa fraternité avec l'aide de Tex Roust (Joe Sawyer) et Mordrake (Arlen), alcoolique et star de football du collège. Barney, passionné d'ingénierie et de loi, et occupé par ses études, le football, et la fraternité, néglige sa petite amie Ambre (Kornman). Au semestre suivant, Mondrake donne son blouson de l'université à la sœur de Barney, Barbara (Carlisle). Son problème d'alcool augmente lorsqu'il apprend que Barbara est tombée amoureuse du professeur Danvers (Crosby), le professeur de chant et de théâtre. Quand Mondrake ne se présente pas à temps à un match de football important contre une université rivale, Danvers le découvre en prison. La réputation de l'école étant en jeu, Danvers le libère et l'emmène sur le terrain de football à temps pour participer au match. 
Ensuite, Danvers est appelé devant le président du collège (Lumsden Hare). Bien qu'adversaires pour le cœur de Barbara, Danvers défend Mondrake. Le président du Collège expulse Mondrake pour ivresse et force Danvers à démissionner en raison de son implication dans l'affaire. Se sentant coupable de provoquer l'expulsion de Mondrake, Barbara lui propose sa main. Plus tard, cependant, elle admet qu'elle n'est pas amoureuse de lui mais de Danvers. Mondrake se sépare de Barbara qui se précipite dans les bras de Danvers.
Le semestre suivant, Barney suit les traces de Mondrake en buvant et fumant, ce qui l'éloigne d'Amber. Durant un grand match de football, Barney est en mauvaise forme. Mid West perd jusqu'à ce qu'il reçoive l'inspiration de Tex, qui est revenu voir le match. Après avoir été assommé, Barney récupère et gagne le match pour Mid West. Quelque temps plus tard, Barney et Amber se marient et ils se déplacent à la laiterie de son père, où Barney commence à travailler en base de l'échelle. Barney et Amber se réjouissent d'entendre Danvers chanter sa chanson à la radio.

## Critiques
Le film est bien accueilli par le public, bien que The New York Times précise : 
« Considéré dans son ensemble, cela apparait comme un divertissement irrégulier sans intention, but ou thème clairs mais avec un léger fond d'humour, et quelques instants chaleureux. Les efforts surhumains de M. Oakies pour assimiler l'enseignement donné soutiennent l'intrigue, et Mlle Carlisle est la parfaite interprète d'une parfaite comédie musicale mixte. M. Arlen est constamment charmant,. »
Variety est moins sévère dans sa critique : 
« Entre Crosby pour la romance et Oakie pour les rires, le film réunit un magnifique duo d'acteurs principaux... Crosby a réalisé son meilleur film à ce jour, réussissant le mélange de la comédie légère et de la romance. Son visage pâle est l'unique erreur de ce film, de telle sorte que pour son prochain grand rôle, il n'aura besoin que d'un autre maquillage,. »

La réaction d'Hollywood est bien plus enthousiaste, comme le présente The Hollywood Reporter : 
« College Humor, en fait, suit une histoire déjà vu et revue, et les gens sont très enthousiastes de découvrir un nouveau talent - Bing Crosby. Ils découvrent d'un coup à quel point ce type est une grande vedette, même lorsqu'il chante. Le public est souvent lent, mais toujours fier de ses découvertes,.  »

## Production

### Musique
- Medley par Bing Crosby, comprenant Just an Echo in the Valley, Learn to Croon, Please, I Surrender Dear (en) et Just One More Chance[8] ;
- Down the Old Ox Road (Arthur Johnston and Sam Coslow) par Bing Crosby, Jack Oakie, Mary Kornman et les chœurs ;
- Learn to Croon (Arthur Johnston et Sam Coslow) par Bing Crosby ;
- Moonstruck (Arthur Johnston et Sam Coslow) par Bing Crosby[9].

Crosby a enregistré ses chansons chez Brunswick Records. Learn to Croon et Down the Old Ox Road atteignirent respectivement les places numéro 3 et numéro 8 dans le hit-parade.